# Einar Benediktsson
Einar Benediktsson (Ellíðavatn, 31 ottobre 1864 – Herdísarvík, 21 gennaio 1940) è stato un poeta e avvocato islandese.

## Biografia
La sua poesia ha dato un significativo contributo al nazionalismo islandese che portò all'indipendenza. Benediktsson fu tra i fondatori del Landvarnarflokkurinn nel 1902 e dal 1896 al 1898 fu l'editore del primo quotidiano islandese, il Dagskrá. Nel 1906 si unì alle compagnie di Skjálfanda e Gigant per costruire nuovi impianti idroelettrici nelle cascate di Skjálfandafljót e Jökulsá á Fjöllum. Nel 1914 fu tra i fondatori della Fossafélagið Títan e delle tre compagnie Sirius, Orion e Taurus per sfruttare l'energia idroelettrica prodotta dalle cascate Þjórsá. Benediktsson tradusse in islandese molte opere poetiche inglesi e americane, oltre che il poema Peer Gynt di Henrik Ibsen dal norvegese.
Per alcuni anni visse a Höfði e alla sua morte venne sepolto nel santuario nazionale a Þingvellir. Tra i suoi discendenti si annovera l'ambasciatore e suo omologo Einar Benediktsson (nato 1931). Davanti alla sua casa di Höfði si trova una sua statua, creata da Ásmundur Sveinsson

## Opere
- 1897: Sögur og kvæði
- 1901: Pétur Gautur, traduzione del Peer Gynt di Ibsen
- 1906: Hafblik
- 1913: Hrannir
- 1921: Vogar
- 1930: Hvammar